# Les Lutteurs (Eakins)
Pour les articles homonymes, voir Les Lutteurs.
Les Lutteurs est un tableau peint par Thomas Eakins en 1899. Il mesure 122,87 cm de haut sur 152,4 cm de large. Il est conservé pour sa version finalisée au musée d'Art du comté de Los Angeles.